# 冰島唱片業協會
冰島唱片業協會是1975年成立的冰島音樂協會，該非營利組織是冰島的唱片銷售認證機構

## 外部連結
- 官方网站